# Abzał Ażgalijew
Abzał Abajuły Ażgalijew (ros. Абзал Абайулы Ажгалиев; ur. 30 czerwca 1992 w Uralsku) – kazachski łyżwiarz szybki specjalizujący się w short tracku, trzykrotny olimpijczyk (2014, 2018 i 2022).
Podczas ceremonii otwarcia Zimowych Igrzyskach Olimpijskich 2018 oraz Zimowych Igrzyskach Olimpijskich 2022 był chorążym reprezentacji Kazachstanu.

## Wyniki

### Igrzyska olimpijskie
| Rok  | Gospodarz  | 500 m | sztafeta mężczyzn | sztafeta mieszana |
| ---- | ---------- | ----- | ----------------- | ----------------- |
| 2014 | Soczi      | —     | 5                 | —                 |
| 2018 | Pjongczang | 9     | 6                 | —                 |
| 2022 | Pekin      | 4     | —                 | 5                 |

### Mistrzostwa świata
| Rok  | Gospodarz | sztafeta mężczyzn |
| ---- | --------- | ----------------- |
| 2017 | Rotterdam | 6                 |
| 2021 | Dordrecht | 6                 |

### Mistrzostwa świata juniorów
| Rok  | Gospodarz  | wielobój | sztafeta |
| ---- | ---------- | -------- | -------- |
| 2010 | Tajpej     | 56       | —        |
| 2011 | Courmayeur | 32       | 4        |